# Julius Rolshoven
Julius Rolshoven (Detroit, 28 ottobre 1858 – New York, 7 dicembre 1930) è stato un pittore statunitense.

## Biografia
Secondo dei tre figli di Frederick Rolshoven (1827–1906), orafo, e di Maria Therese Hubertina Hellings (1839–1930), nacque e crebbe a Detroit. Compiuti i diciotto anni si trasferì a New York City per studiare arte presso la "Cooper Union Art School". In seguito, onde perfezionare e completare la sua formazione, si recò in Europa e si iscrisse all'Accademia di Düsseldorf, per poi continuare gli studi a Monaco, sotto la guida di Frank Duveneck (come lui americano, nato nel Kentucky), che lo accolse anche nei suoi atelier di Venezia e di Firenze. Divenne così uno dei "Duveneck boys" (i ragazzi di Duveneck).
Trascorse poi qualche anno a Parigi, dove frequentò l'Académie Julian, avendo come maestri Tony Robert-Fleury e William Adolphe Bouguereau. Soggornò poi anche a Londra, per poi tornare a Firenze, dove decise di stabilirsi per qualche tempo. A Firenze conobbe e sposò Anna Eliza Chickering (1859–1896), figlia di George Harvey Chickering, ma, durante un soggiorno a Londra, nel 1896, Anna Eliza morì.
 
Nel 1905, mentre stava disegnando all'aperto, nella campagna toscana, scoprì un edificio che aveva il fascino di un antico castello, chiamato "Il Castello del Diavolo" e che era appartenuto alla famiglia Talani. Rolshoven fu talmente colpito da quella costruzione e dall'ambiente circostante che nel 1907 l'acquistò, nonostante fosse in pessimo stato, quasi in rovina.

Nel 1910 soggiornò per breve tempo in Tunisia e, nel 1914, con l'inizio della prima guerra mondiale, tornò negli Stati Uniti. Nel dicembre del 1915, a Los Angeles, sposò in seconde nozze Harriette Haynes Blazo.
Dal 1916 Rolshoven si stabilì con la moglie nel sud-ovest degli Stati Uniti, aprendo uno studio a Santa Fe nel Nuovo Messico.
 Entrò presto in contatto con le tribù dei nativi, in particolare con i Pueblo di Taos, e ne apprezzò i costumi ritraendone spesso i diversi aspetti e i personaggi caratteristici. Fu quindi uno dei primi membri della "Taos Society of Artists", una Associazione che studiava e proteggeva le etnie locali, e che era stata di recente fondata da alcuni pittori, fra cui Eanger Irving Couse.
Dal 1920 sin che visse, Rolshoven fu presente regolarmente nelle sue tre residenze: Firenze, Detroit e Santa Fe. Rolshoven visse quindi complessivamente molti anni a Firenze, nella sua casa d'adozione: quel "Castello del Diavolo" che aveva fatto parzialmente restaurare.
Julius Rolshoven morì a 72 anni nel 1930. Si era ammalato a bordo della nave che lo stava riportando in America e fu ricoverato al St. Luke’s Hospital di New York, dove si spense il 7 dicembre. Qualche biografo sostenne ch'egli morì sulla nave, durante la traversata, e che il suo decesso fu tenuto segreto sino all'arrivo a New York. Fu sepolto nel "Elmwood Cemetery" di Detroit.
Nel settembre del 1957 la vedova dell'artista fece una donazione di 100.000 dollari a favore dell' "Università del New Mexico", oltre a venti opere del marito che furono stimate all'incirca fra 50.000 e 75.000 dollari.

## Opere principali
Rolshoven, pervaso da un innato estetismo, fu sempre un pittore sostanzialmente accademico, anche se la sua tecnica pittorica appare assai più libera.
Dipinse ritratti e nudi, e alcune opere di ispirazione orientalista. Si dedicò in particolare ai nativi americani del Nuovo Messico, alle tribù dei Taos del popolo dei Pueblo.
- Assisi Market Girls, 1890
- Model Reading, 1900
- Field of Poppies, 1900
- The Refectory of San Damiano, Assisi, 1907, Detroit Institute of the Arts.
- Dilettante, 1920, El Paso Museum of Art.
- Ritratto di Lilian June Henschel
- Indian Market, 1917, American Museum of Western Art, Denver.
- The Wounded Warrior’s Return, 1920
- Red-Eagle, 1920
- Taos War Chief
- Sun Eagle Tail

## Galleria d'immagini

### Ritratti femminili

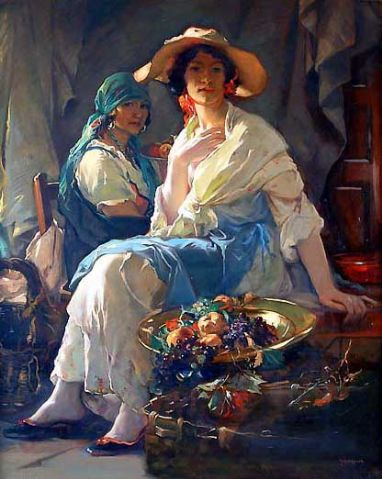
Ragazze al mercato di Assisi
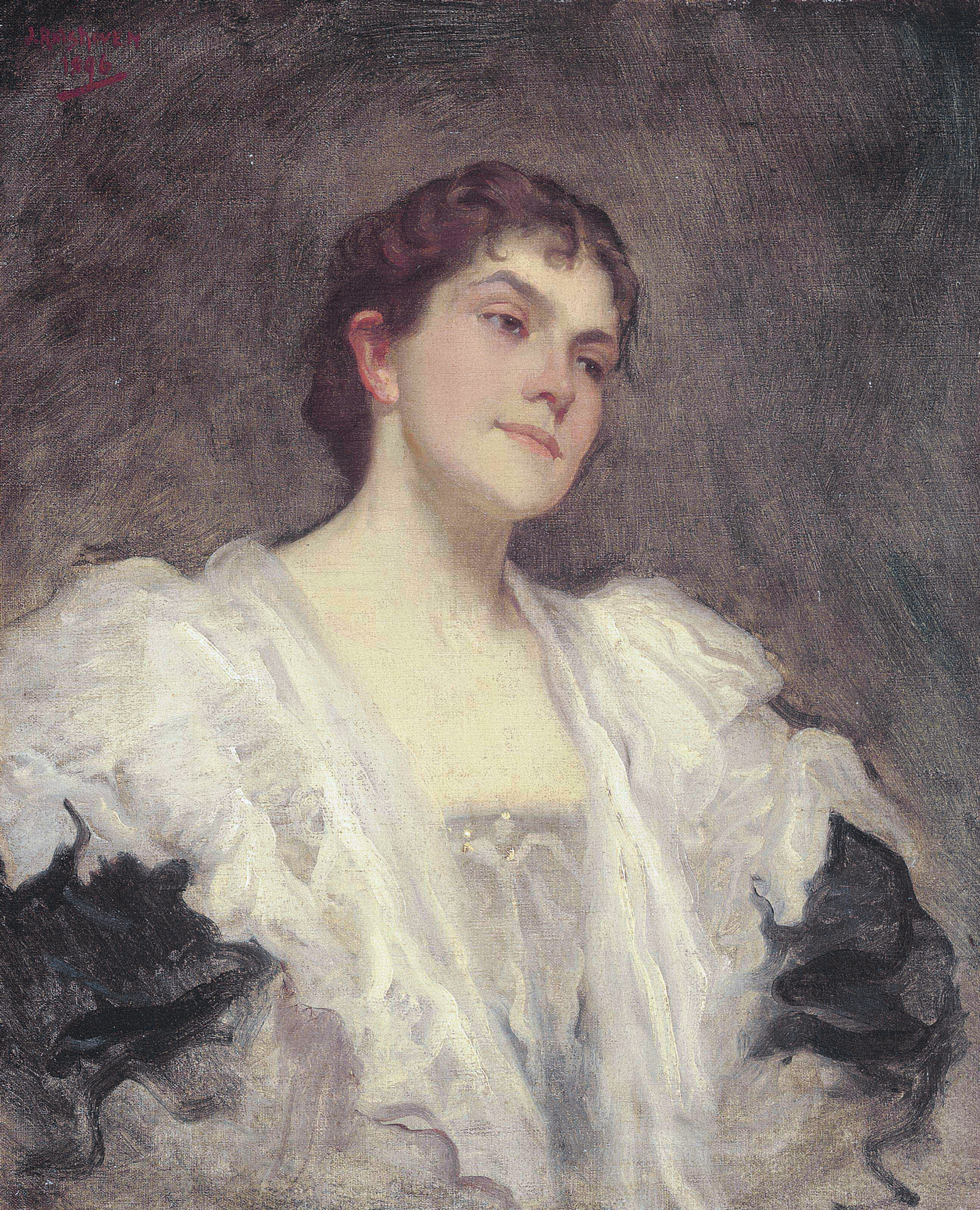
Lilian June Henschel
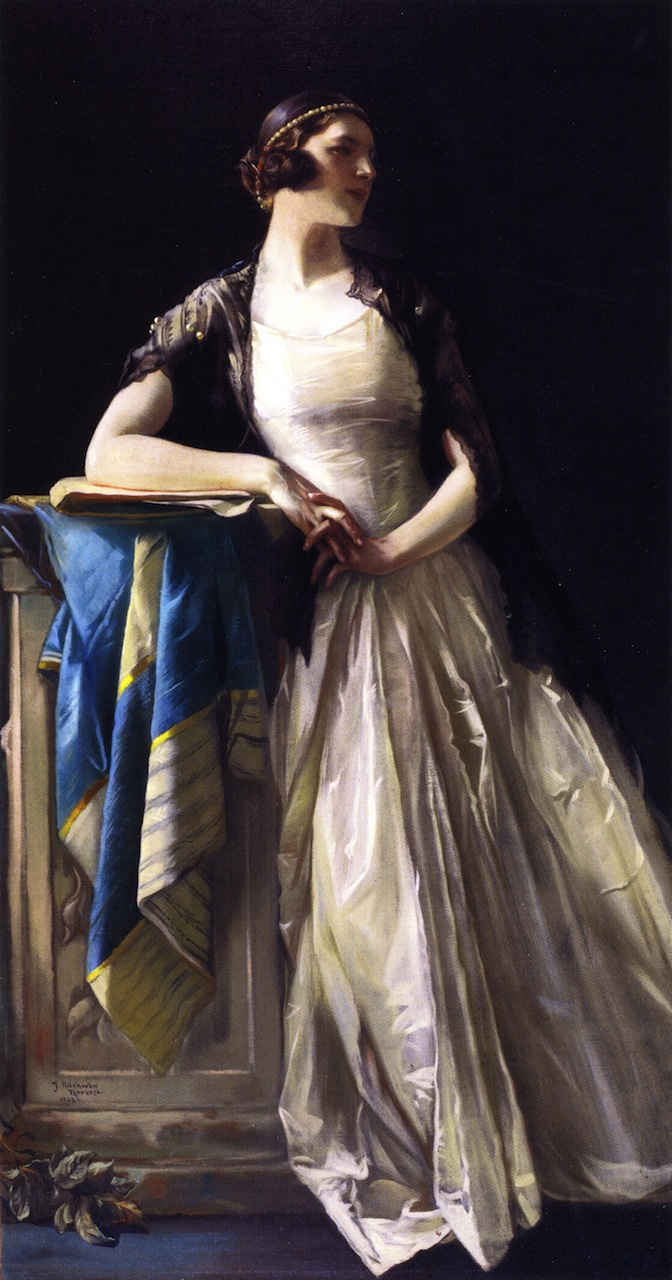
Donna toscana
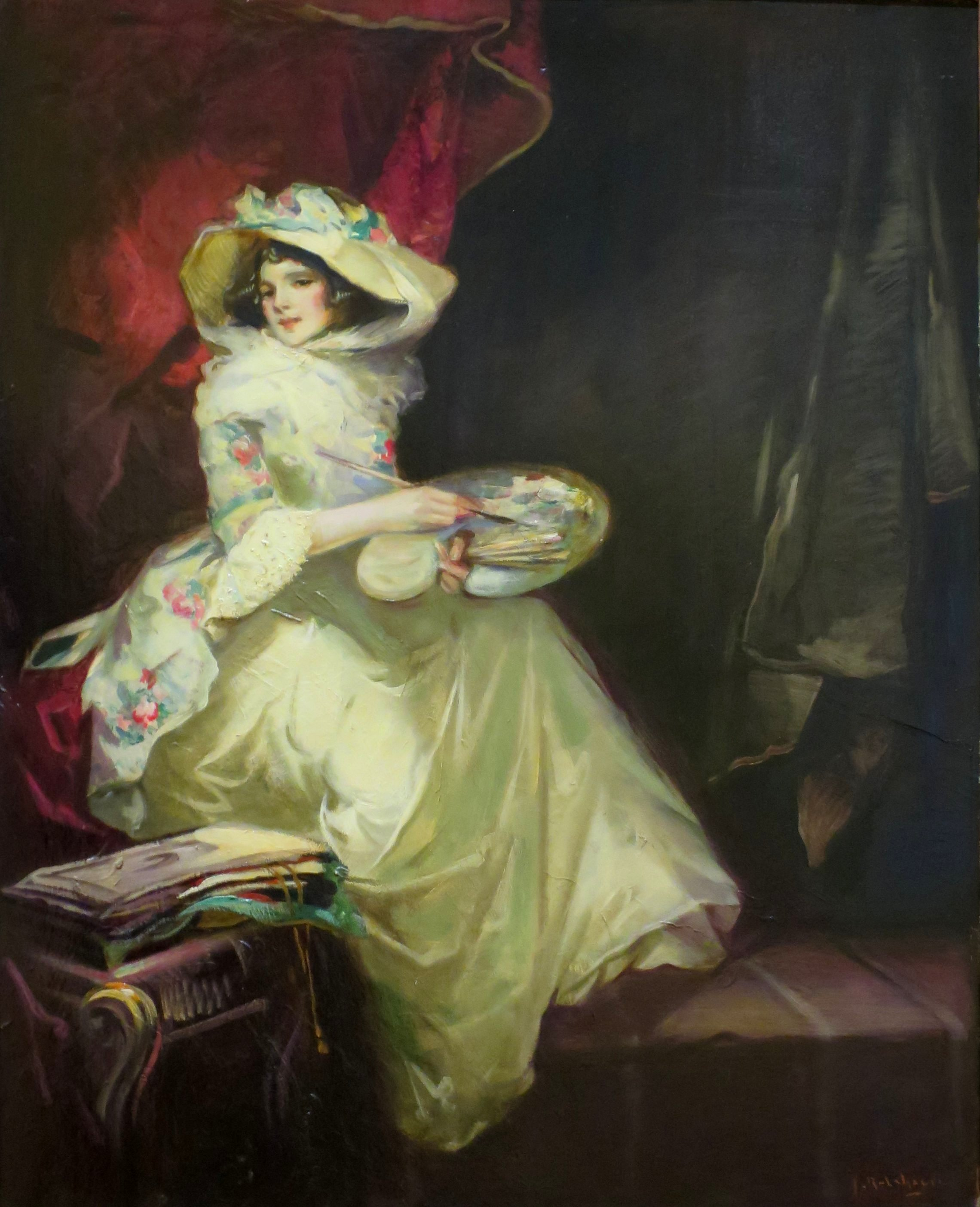
Dilettante
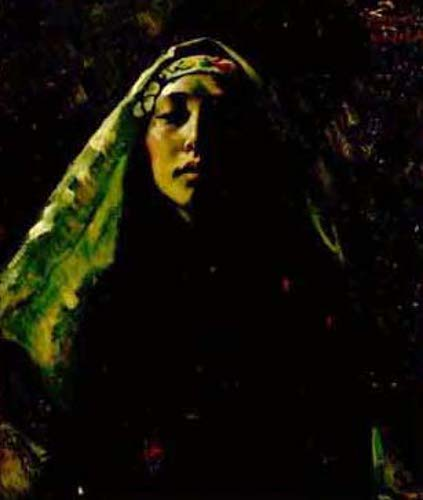
Aquila rossa

### Nudi

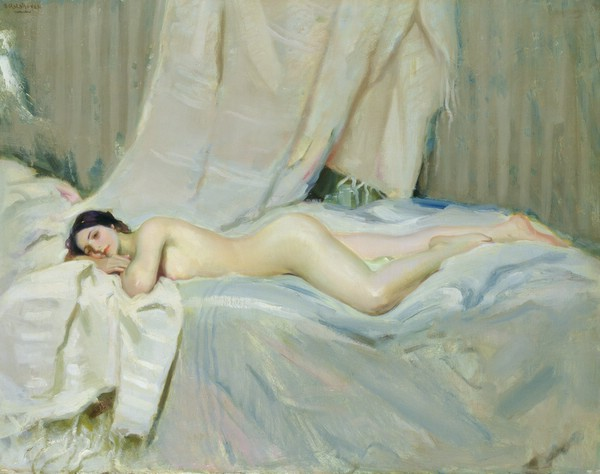
La giovinezza in piena luce
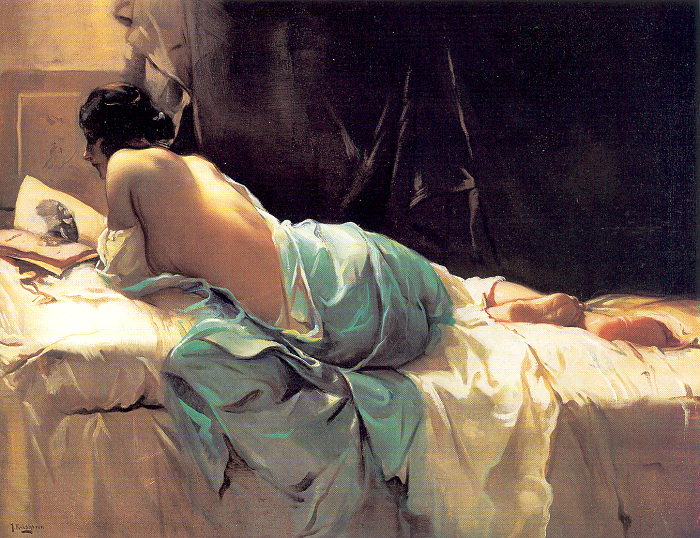
La modella che legge
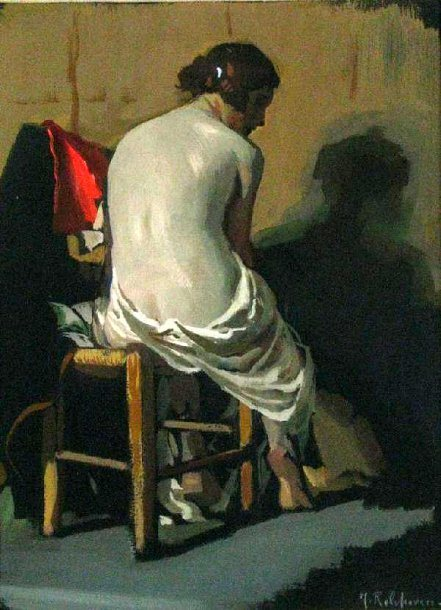
Studio di nudo

## Collegamenti esterni

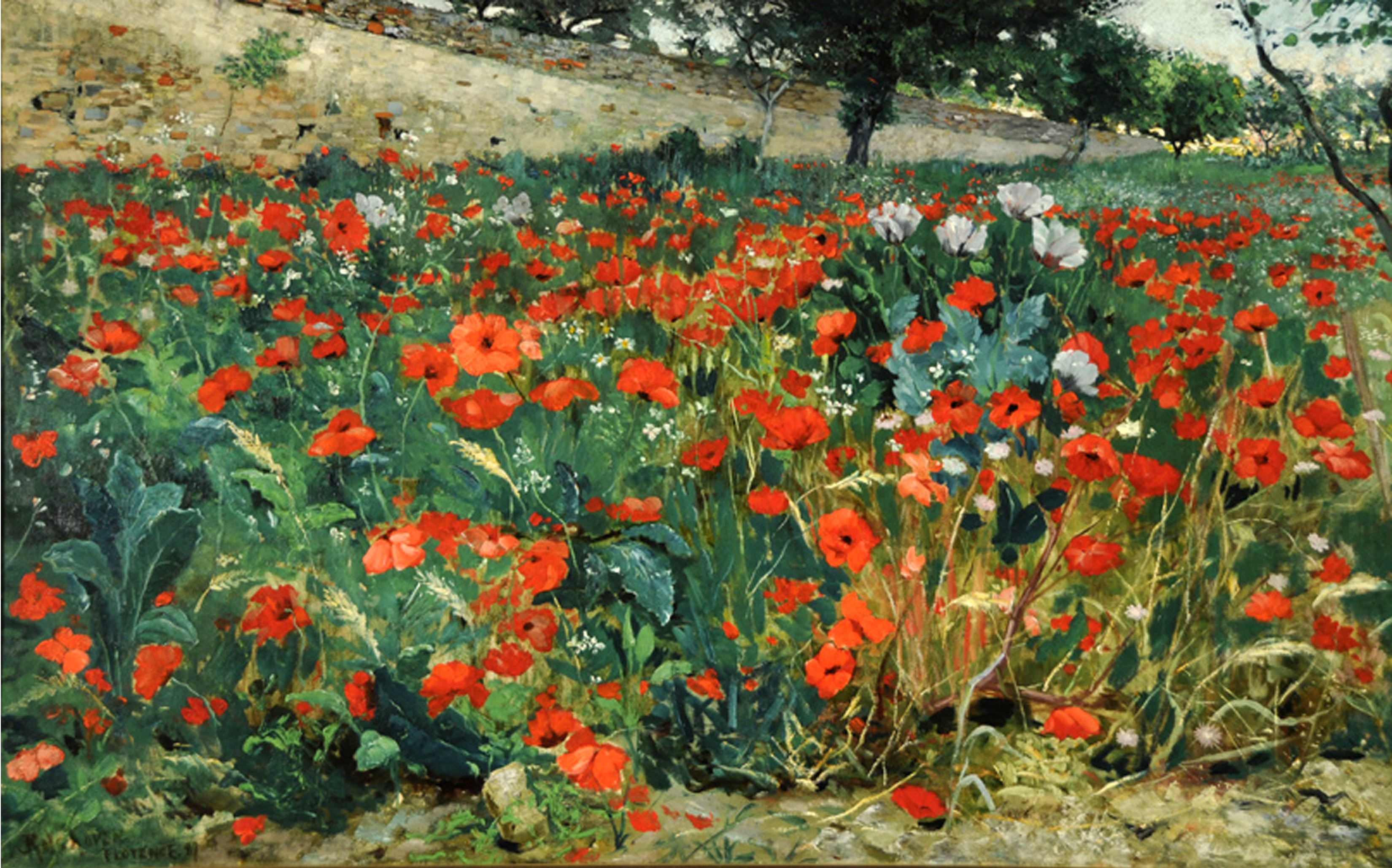
Campo di papaveri